# Hell on Earth Part IV
Hell On Earth part IV è il sesto video, prodotto nel 2005, della band epic metal/heavy metal Manowar. Esso è stato pubblicato sotto forma di doppio DVD, contenente anche un mini CD, King of Kings - The Ascension.

## DVD 1: Main Program
1. Condom Head
2. Kings Of Metal
3. The Album
4. Assaulting The Airwawes
5. Brothers of Metal
6. Crazy Fans
7. Freedom Fighters
8. In Store
9. Roskilde Festival, Denmark
10. Zlin, Czech Republic
11. Pilsen, Czech Republic
12. Summer Rock Festival, Hungary
13. Lorca Festival, Spain
14. Gods Of Metal, Italy
15. Warriors of The World United
16. Popkomm Gala, Germany
17. An American Trilogy
18. Warriors Of The World Tour
19. Tour Moments
20. Call To Arms
21. Female Fans
22. I Believe
23. The Pink One
24. Spirit Horse Of the Cherokee
25. Show Your Colours
26. Swords In The Wind
27. Master Of The Wind
28. Courage
29. Screams
30. House Of Death
31. Outlaw
32. Party Until We Die
33. Credists

Bonus:
1. Son Of Death Guitar Solo
2. Warriors Of The World United - Live
3. The Demon's Revenge Bass Solo
4. Army Of Immortals
5. Warriors Of The World United - Alternative Music Video
6. I Believe

## DVD 2: Behind The Scenes
1. The March
2. The Band
3. Sound Advice
4. Alexander The Great Part II
5. Fans And Friends
6. Louther Than Hell
7. Heavy Metal Marriage
8. The Setup
9. Employee Of The Month
10. Sex In The City
11. Heavy Metal Helicopters
12. Cutting Room Floor
13. Hell On Earth III Release Party

TV Shows:
1. Tv Total - Behind The Scenes
2. Tv Total
3. Viva Comet Awards
4. Alles Pocher 1
5. Alles Pocher 2
6. Alles Pocher 3
7. Touch My Tits
8. Easter Egg